# Сања Радан
Сања Радан (девојачко Радовић; Београд, 13. август 1972) српска је телевизијска водитељка. Била је заштитно лице РТС, ТВ Пинк и ТВ Прва. Бави се и односима са јавношћу.

## Биографија
У раној младости похађала је школу говора и глуме Бате Миладиновића, а након тога је заиграла у дечјој серији Сазвежђе белог дуда, а онда и у серијалу О језику рода, где је тумачила нећаку Драге Јонаш.
У 16. години је на пријемном испиту за Факултет драмских уметности ушла у ужи избор, али је одустала и пар година касније уписала Правни факултет.
Први пут је стала пред телевизијске камере на аудицији за емисију Музичка слагалица Културно-забавног програма РТС-а 1993. Наредних осам година је радила на државној телевизији — Првом програму (где је водила емисију Фолк метар са Војом Недељковићем, а касније и ТВ Бинго са Николом Пандиловићем, када је доживела велику популарност, али и на Трећем каналу. На ТВ Пинк је, поред осталог, водила квиз Право лице и музички евергрин шоу За милион година.
Од 2012. на ТВ Прва водила је емисије Тачно 9 и Тачно 1. Сања Радан се 2015. повукла из медија и почела да се бави односима с јавношћу, најпре као портпарол једне велике суботичке фирме, затим као менаџер у ПР сектору фирме McCann Ericson и на крају као извршни директор ПР сектора у агенцији Communis. На мале екране се враћа 28. септембра 2020, када је почео да се приказује ТВ канал Shoppster.

## Приватни живот
Удата је за правника Бориса Радана, са којим има сина Вука и кћерку Нину.